# Karl XII: en biografi
Karl XII: en biografi, biografi om Karl XII:s liv, författad av Bengt Liljegren, utgiven på bokförlaget Historiska Media 2000.